# USS Blackfin (SS-322)
«Блекфін» (англ. USS Blackfin (SS-322)) — підводний човен військово-морських сил США типу «Балао», споруджений під час Другої Світової війни.
Човен спорудила компанія General Dynamics Electric Boat на верфі у Гротоні, штат Конектикут. Після проходження випробувань поблизу Ньюпорту (Род-Айленд) та Нью-Лондона (Коннектикут) човен 14 серпня 1944-го вирушив до місця служби та 11 вересня прибув до Перл-Гарбору, де увійшов до складу Тихоокеанського флоту.

## Походи
Всього човен здійснив п'ять бойових походів.

### 1-й похід
30 вересня 1944-го «Блекфін» вийшов із бази. 10 — 12 жовтня він пройшов бункерування на Сайпані (Маріанські острови), після чого попрямував через Лусонську протоку до району бойового патрулювання біля західного узбережжя Філіппін. 1 листопада за шість десятків кілометрів від острова Міндоро човен випустив шість торпед по конвою M-246, котрий прямував із Таракану до Маніли. Як наслідок, були потоплені два вантажні судна. У третій декаді листопада «Блекфін» попрямував на південний схід та через моря Сулу, Сулавесі, Молуккське, Банда та Арафурське досяг австралійського Дарвіну. Через дві доби, 29 листопада, човен вирушив до бази американських підводних човнів у Фрімантлі на західному узбережжі Австралії, куди прибув 4 грудня.

### 2-й похід
26 грудня 1944-го «Блекфін» вийшов до району бойового патрулювання у Південнокитайському морі. Через три доби він зайшов для бункерування у бухту Ексмут, де пошкодив гвинт та був вимушений повернутись на базу. Повторно човен вийшов з Фрімантлу 2 січня 1945-го, знову зайшов до бухти Есмут, а ввечері 8 січня пройшов у надводному положенні через протоку Ломбок. По першу декаду лютого «Блекфін» діяв у Південнокитайському морі поблизу узбережжя півострова Малакка, південного В'єтнаму та острова Борнео. При цьому в першому із зазначених районів він 24 січня випустив у кількох атаках вісім торпед та потопив есмінець «Сігуре», котрий разом з трьома фрегатами йшов у ескорті танкеру Саравак-Мару (проте заявлене пошкодження цієї головної цілі не підтвердилось). 15 лютого човен прибув до бухти Субік-Бей на Філіппінах.

### 3-й похід
6 березня 1945-го «Блекфін» вийшов до району бойового патрулювання поблизу узбережжя центрального В'єтнаму. 28 березня під час переслідування конвою човен був пошкоджений глибинними бомбами біля входу до бухти Ван-Фонг та вимушено попрямував на базу. Ввечері 4 квітня він пройшов у надводному положенні протоку Ломбок, а 9 квітня прибув до Фрімантлу.

### 4-й похід
7 травня 1945-го «Блекфін» вийшов до району бойового патрулювання поблизу Сінгапуру. В ніч з 12 на 13 травня він пройшов протоку Ломбок, проте через виявлені дефекти вже 17 травня отримав наказ слідувати до Субік-Бей, куди «Блекфін» прибув 21 травня. Проведені тут випробування виявили невідповідну роботу силової установки, через що човен відправили на ремонт до Перл-Гарбору, якого «Блекфін» досягнув 20 червня.

### 5-й похід
17 липня 1945-го човен вийшов до району бойового патрулювання, який на цей раз знаходився у Жовтому морі. 21 липня він прибув на атол Мідвей, звідки вийшов 29 числа лише для того, щоб перейти на Сайпан. Тут він перебував з 7 по 11 серпня і провів заміну одного з гвинтів. Далі «Блекфін» попрямував у визначений йому район, втім, ще до підходу до островів Рюкю Японія капітулювала. Тим не менш, човен перебував у Жовтому морі до кінця серпня, де знищив 61 плаваючу міну. 5 вересня він закінчив похід на Гуамі (Маріанські острови).

## Післявоєнна доля
Восени 1948-го «Блекфін» вивели в резерв. З листопада 1950 по травень 1951 він пройшов модернізацію за програмою GUPPY (передусім була спрямована на збільшення терміну дії у підводному положенні), після чого повернувся до служби на Тихоокеанському флоті.
У 1963-му «Блекфін» використовували при зйомках фільму «Посунься, кохана», а в 1968-му в картині "Полярна станція «Зебра».
15 вересня 1972-го «Блекфін» вивели зі складу флоту, а 13 травня  1973-го човен використали як мішень та потопили біля Сан-Дієго (Каліфорнія). Існує версія, що він не був торпедований, а затонув внаслідок заповнення водою з метою отримати певні акустичні дані.

## Бойовий рахунок
| Дата        | Назва           | Тип      | Тоннаж | Місце                      |
| 01.11.1944  | Каролайн-Мару   | вантажне | 320    | 12°54' пн.ш. 120°10' сх.д. |
| 01.11.1944  | Ункай-Мару № 12 | вантажне | 2745   | 12°54' пн.ш. 120°10' сх.д. |
| 24.01.1945. | Сігуре          | есмінець | 1580   | 6°00' пн.ш. 103°48' сх.д.  |
|             |                 |          |        |                            |